# William Joseph McInnes Botanic Garden and Campus Arboretum
El Jardín Botánico William Joseph McInnes y el Arboreto del Campus (en inglés: William Joseph McInnes Botanic Garden and Campus Arboretum, también conocido como Mills College Botanic Garden) es un arboreto y jardín botánico, administrado por la universidad privada Mills College de Oakland, California, Estados Unidos.

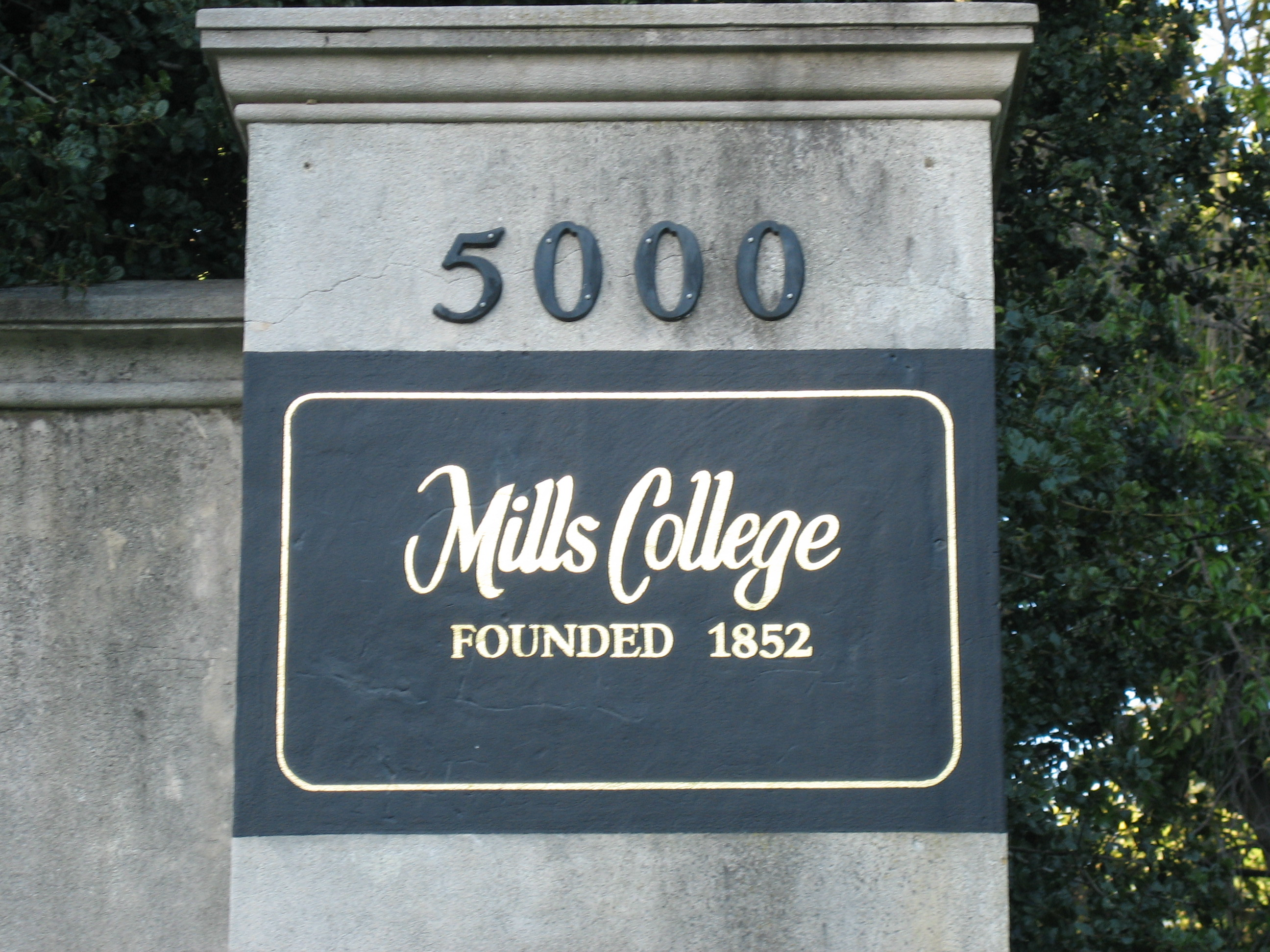
Placa del Mills College.

## Localización
Mills College, 5000 MacArthur Blvd Oakland, Alameda County, California CA 94613 United States of America-Estados Unidos de América.
Planos y vistas satelitales.
La entrada es gratuita.

## Historia
El "William Joseph McInnes Memorial Garden", como parte del "Mills College Botanic Garden", fue dedicado en el otoño de 1947 a la memoria de William Joseph McInnes, horticultor y marido de Blanche Rice McInnes, antigua alumna de la clase del año 1900. 
Blanche Rice McInnes fue una generosa benefactora del departamento de botánica, contribuyendo a la creación del invernadero, del umbráculo y aportando fondos para el mantenimiento de la finca. En reconocimiento a la generosidad de Blanche Rice McInnes, fue creado el jardín "Joseph McInnes Memorial Garden".
En la actualidad el jardín botánico es primordialmente un recurso educativo para los cursos del Departamento de Biología. 
Aún actualmente (2010) está en desarrollo y acrecentamiento.

## Colecciones
Las colecciones del jardín botánico incluyen:
- Greenhouse- (invernadero) renovado recientemente con un nuevo sistema de enfriamiento y sistema de sombreado, estando previsto en breve un nuevo sistema de irrigación, completo con bruma y los componentes de la fertilización. El invernadero permite cultivar las plantas que no se adaptan al clima de California bajo temperaturas más calientes y humedad más alta. Entre sus colecciones con especímenes únicos incluyendo las plantas piedras, plantas carnívoras y orquídeas. Además otras plantas de regiones tropicales y áridas así como las plantas cultivadas para los proyectos de los estudiantes, el vivero del campus, y la venta de planta anual
- Lath House- (La casa del listón) es una estructura de madera al aire libre que funciona como umbráculo, que proporciona sombra y temperatura fresca a las plantas que gustan de ambientes frescos y a las plantas jóvenes de semilleros. La colección de plantas dentro de la casa del listón cambia estacionalmente, a lo largo del año, aunque este sea el albergue para la mayor parte de la propagación de la semilla de las plantas nativas de California. Mientras que joven las plantas del semillero se mantienen aquí y ya maduras pueden ser movidas fuera de la casa del listón, en donde pueden tolerar una radiación solar más fuerte y temperaturas más altas.
- Thematic Garden Beds-(Lechos de Jardines Temáticos) Estos representan la mayor parte del jardín botánico del "Mills College", y reflejan diversos conceptos botánicos o las interrelaciones naturales de las plantas. Así dentro del jardín nos podemos encontrar:

- Lechos de Robledales con dos "robles de valle" Quercus lobata

- Colección de Plantas Nativas de California, donde se muestran plantas con diferentes síndromes de polinización

- Lecho de Convergencias ofrece los géneros que tienen rasgos similares aunque sean evolutivamente distintos, por ejemplo Opuntia, Mammilaria y Euphorbia.
 
- Lecho de la Diversidad de los Helechos, muestra diferentes helechos tanto nativos como no nativos (Era Mesozoica)
 
- Lechos de Plantas Sanadoras Caseras, plantas que proporcionan una sanación tanto física como emocional, además con especímenes que forman parte de la muestra más amplia del "Healing Plant Tour" 
- Bosques de la Costa, exhibe plantas nativas de la región costera del norte de California

- Hierbas Nativas, nos muestra entre otras la "Purple Needle Grass" (Nassella pulchra), que es la quintaesencia de las hierbas nativas perennes de California, esta hierba nos muestra como se mostraban amplias áreas de California.
 
- Plantas Sanadoras de los Nativos Americanos—en un proyecto de hermandad que interrelaciona las comunidades de los Nativos Americanos y las plantas empleadas tradicionalmente.

Entre los futuros lechos temáticos previstos se incluyen:
- Lecho de la diversidad de los Ceanothus.

- Lecho de la diversidad de Arctostaphylos.

- Pradera de Costa.

- Especies Hermanas del Mediterráneo.

- Lechos de Exhibición de Restauraciones de terrenos.

- El "William Joseph McInnes Memorial Garden", como parte del "Mills College Botanic Garden".

## Actividades
El jardín botánico promueve la sostenibilidad en el Mills College de numerosas formas, muchas de las cuales no son visibles cara al gran público.
Algunas de las medidas de sostenibilidad que se aplican:
- Preservando la biodiversidad nativa local, mediante recolecciones, almacenaje y cultivo de plantas en el campus.
 
- Plantando especies apropidas al clima Mediterráneo del campus.
 
- Poniendo a punto los métodos científicos de conocimiento y pruebas de las plantas. 
 
- Practicando métodos alternativos para el control de plagas y especies invasoras.
 
- Colaborando con los programas de reciclado y otros, que hacen de Mills que sea reconocido como un campus "verde".

- Conservando los recursos de agua cultivando plantas con bajos requerimientos hídricos y con el "cubrimiento del terreno con restos de brozas".
 
- Promoviendo buenas relaciones intercomunitarias con las comunidades hortícolas.
 
- Experimentando con alternativas del césped

- Abastecimiento del hábitat muy necesario para las especies locales de pájaros y anfibios.